# Regina della Scala
(Epitaffio nella cripta di San Giovanni in Conca)
Beatrice Regina della Scala (Verona, 1331 – Sant'Angelo Lodigiano, 18 giugno 1384), in quanto moglie di Bernabò Visconti, fu co-signora consorte di Milano, insieme a Gigliola Gonzaga e Bianca di Savoia, rispettivamente moglie di Matteo II e moglie di Galeazzo II Visconti; dopo la morte di entrambi i cognati fu unica signora consorte di Milano fino alla morte.

## Biografia
Figlia di Mastino II della Scala, ebbe tre fratelli, Cangrande II (1332-1359), Cansignorio (1340-1375) e Paolo Alboino (1343-1375), che furono tutti signori di Verona e Vicenza a partire dal 1351 fino al 1375.
Nel 1342 era stata promessa in matrimonio ad Andrea dei Pepoli ma il padre Mastino, dopo avere fatto visita al signore di Milano Giovanni Visconti al termine alla guerra contro Luchino fratello di lui, prese invece accordi con Giovanni Visconti e diede la figlia in sposa a Bernabò Visconti, allora signore successore designato, insieme a Matteo e Galeazzo. In vista del matrimonio Regina della Scala rinunciò a tutti i beni paterni che in futuro le sarebbero potuti spettare di diritto, accontentandosi del denaro che le veniva in dote. Lasciata la città di Verona, Regina si sposò con Bernabò il 27 settembre 1350. Visse da allora a Milano nel palazzo di San Giovanni in Conca. Mise al mondo ben quindici figli, cinque maschi e dieci femmine:
- Taddea (Milano, 1351 – Monaco di Baviera, 28 settembre 1381) sposò nel 1364 il duca Stefano III di Baviera-Ingolstadt
- Verde (Milano, 1352 – 1414) sposò nel 1365 Leopoldo III d'Asburgo
- Marco (novembre 1353 – Milano, 3 gennaio 1382) Signore di Parma, nel 1367 sposò Isabella di Baviera-Landshut
- Ludovico (1355 – 7 marzo 1404), Governatore e Signore di Parma e Governatore di Lodi sposò Violante Visconti
- Valentina (Milano, 1357 – estate 1393), sposò nel 1378 Pietro II, sovrano di Cipro
- Rodolfo (1358 – 1389), signore di Pavia
- Carlo (1359 – 1403), Signore di Parma, sposò nel 1382 Beatrice d'Armagnac, figlia del Conte d'Armagnac
- Antonia (Milano, 1360 – Stoccarda 26 marzo 1405), sposò nel 1380 Eberhard III di Württemberg
- Caterina (Milano, 1362 – Monza, 17 ottobre 1404), sposò nel 1380 Gian Galeazzo Visconti Duca di Milano;
- Agnese (1363, dicembre 1391), sposò nel 1380 Francesco I Gonzaga Signore di Mantova, morta decapitata;
- Maddalena (Milano, 1366 – Burghausen, 17 luglio 1404), sposò nel 1381 Federico II di Baviera-Landshut
- Gianmastino (1370 – 1405), Signore di Bergamo e di Ghiara d'Adda, sposò nel 1385 Cleofe della Scala, figlia di Antonio I Signore di Verona
- Lucia (ca. 1372 – Inghilterra, 14 aprile 1424), sposò nel 1407 Edmund III Holand, quarto Duca di Kent;
- Elisabetta (Milano, ca. 1374 – Monaco di Baviera, 2 febbraio 1432), sposò nel 1395 Ernesto di Baviera-Monaco
- Anglesia (ca. 1377 – 12 ottobre 1439) sposò intorno al 1400 Giovanni II, sovrano di Cipro.

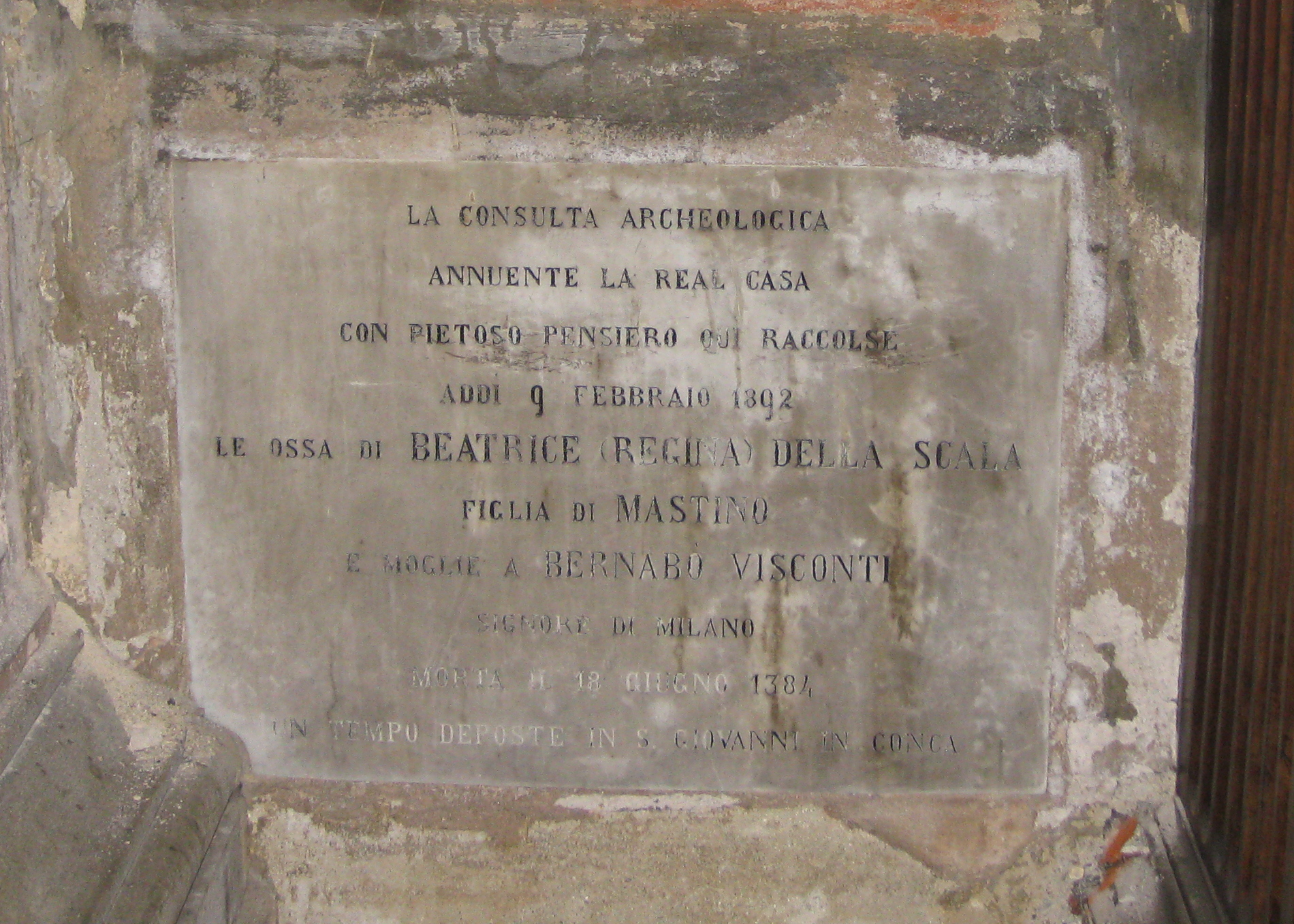
Lapide posta sulle spoglie di Beatrice in S. Alessandro a Milano

Il Corio la definisce una donna superba, empia, audace e insaziabile di ricchezze mentre per il Giovio fu ambiziosa e superba e coltivò questi tratti anche nei figli.
Regina era un'abile politica e trattò prestiti con il marito, in cambio del possesso di un gran numero di feudi soprattutto nel lodigiano, nella bergamasca e nel bresciano. Nel 1379 il marito Bernabò Visconti le donò i feudi lodigiani di Somaglia, Castelnuovo Bocca d'Adda, Maiano, Monteoldrado, Sant'Angelo Lodigiano e Merlino. A questi nel dicembre del 1380 si aggiunsero i feudi di Cassano, Stezzano, Chignolo, Villanterio, Roccafranca, Tabiano e Pizzobellasio. Nel 1383 ottenne anche Roncaglia, Sarzana, Valenza, Santo Stefano e Carrara. Ebbe infine in feudo Urago d'Oglio, Calcio, Fiorano, Pumenengo e Garegnano.
Amministrò Reggio Emilia su delega del marito per un decennio.
Nel dicembre del 1378, insieme al primogenito Marco Visconti, marciò con 700 uomini alla volta della città e li accusò di tradimento ma non riuscì a catturare Verona e rinunciò alle sue pretese in cambio dell'enorme cifra di 400.000 o 440.000 fiorini (60.000 il primo anno e 12.000 ogni anno successivo sino a estinzione del debito) oltre ad una pensione annua di 2.000 fiorini.
Il 7 settembre 1381 fece erigere a Milano la chiesa di Santa Maria della Scala per una spesa di 15.000 fiorini al posto di parte delle case rotte ovvero dei resti del Palazzo dei Torriani. La chiesa diede poi il nome al Teatro alla Scala. Apportò importanti modifiche al castello di Sant'Angelo Lodigiano per una spesa di 100.000 fiorini, facendolo diventare la sua dimora signorile.
Morì il 18 giugno 1384 e venne sepolta a Milano nella cripta della oggi non più esistente basilica di San Giovanni in Conca. L'arca, quasi dimenticata e contenente alcune ossa, frammenti di abiti, grani di un rosario e una collana, fu trasferita nel 1864 dalla semi-distrutta chiesa di Santa Maria Annunciata al Castello, nei pressi del Castello Sforzesco dove si trova tuttora presso il museo archeologico. Nel 1892, trovando la Consulta archeologica del tempo poco rispettoso che i resti della nobildonna fossero esposti in un museo pubblico, fece domanda che essi fossero traslati in Sant'Alessandro e uniti a quelle del marito Bernabò, già qui trasferiti nel 1814.. Dal 9 febbraio 1892, giorno della deposizione, i resti di Regina della Scala, raccolti in una cassetta di legno e in una di piombo, sono raccolti murati nella prima cappella a destra, a fianco della porta di ingresso di Sant'Alessandro.
Nel giorno medesimo della morte di Regina, il marito Bernabò ordinò a tutti i milanesi di vestire a lutto per un anno per onorare la scomparsa della moglie.

## Ascendenza
|                        |          |                          | Genitori                      |  |  | Nonni |  |  | Bisnonni              |  |  | Trisnonni            |  |
|                        |          |                          |                               |  |  |       |  |  | Alberto I della Scala |  |  | Jacopino della Scala |  |
|                        |          |                          |                               |  |  |       |  |  | Alberto I della Scala |  |  | Jacopino della Scala |  |
|                        |          | Elisa Superbi            |                               |  |  |       |  |  | Alberto I della Scala |  |  |                      |  |
| Alboino della Scala    |          |                          |                               |  |  |       |  |  | Alberto I della Scala |  |  |                      |  |
|                        |          | Verde di Salizzole       | …                             |  |  |       |  |  |                       |  |  |                      |  |
|                        |          | Verde di Salizzole       | …                             |  |  |       |  |  |                       |  |  |                      |  |
|                        |          | Verde di Salizzole       | …                             |  |  |       |  |  |                       |  |  |                      |  |
| Mastino II della Scala |          | Verde di Salizzole       |                               |  |  |       |  |  |                       |  |  |                      |  |
|                        |          | Giberto III da Correggio | Guido II da Correggio         |  |  |       |  |  |                       |  |  |                      |  |
|                        |          | Giberto III da Correggio | Guido II da Correggio         |  |  |       |  |  |                       |  |  |                      |  |
|                        |          | Giberto III da Correggio | Mabilia della Gente           |  |  |       |  |  |                       |  |  |                      |  |
| Beatrice da Correggio  |          | Giberto III da Correggio |                               |  |  |       |  |  |                       |  |  |                      |  |
|                        |          | Elena Malaspina          | Malaspina Mulazzo             |  |  |       |  |  |                       |  |  |                      |  |
|                        |          | Elena Malaspina          | Malaspina Mulazzo             |  |  |       |  |  |                       |  |  |                      |  |
|                        |          | Elena Malaspina          | …                             |  |  |       |  |  |                       |  |  |                      |  |
| Regina della Scala     |          | Elena Malaspina          |                               |  |  |       |  |  |                       |  |  |                      |  |
|                        | Marsilio | …                        |                               |  |  |       |  |  |                       |  |  |                      |  |
|                        | Marsilio | …                        |                               |  |  |       |  |  |                       |  |  |                      |  |
|                        | Marsilio | …                        |                               |  |  |       |  |  |                       |  |  |                      |  |
| Giacomo I da Carrara   | Marsilio |                          |                               |  |  |       |  |  |                       |  |  |                      |  |
|                        |          | …                        | …                             |  |  |       |  |  |                       |  |  |                      |  |
|                        |          | …                        | …                             |  |  |       |  |  |                       |  |  |                      |  |
|                        |          | …                        | …                             |  |  |       |  |  |                       |  |  |                      |  |
| Taddea da Carrara      |          | …                        |                               |  |  |       |  |  |                       |  |  |                      |  |
|                        |          | Pietro Gradenigo         | Marco di Bartolomeo Gradenigo |  |  |       |  |  |                       |  |  |                      |  |
|                        |          | Pietro Gradenigo         | Marco di Bartolomeo Gradenigo |  |  |       |  |  |                       |  |  |                      |  |
|                        |          | Pietro Gradenigo         | …                             |  |  |       |  |  |                       |  |  |                      |  |
| Elisabetta Gradenigo   |          | Pietro Gradenigo         |                               |  |  |       |  |  |                       |  |  |                      |  |
|                        |          | Tommasina Morosini       | Giovanni Morosini             |  |  |       |  |  |                       |  |  |                      |  |
|                        |          | Tommasina Morosini       | Giovanni Morosini             |  |  |       |  |  |                       |  |  |                      |  |
|                        |          | Tommasina Morosini       | …                             |  |  |       |  |  |                       |  |  |                      |  |
|                        |          | Tommasina Morosini       |                               |  |  |       |  |  |                       |  |  |                      |  |